# The Longer You Stay
The Longer You Stay is de tweede aflevering van het achtste seizoen van de televisieserie ER, die voor het eerst werd uitgezonden op 4 oktober 2001.

## Verhaal
Dr. Carter spreekt dr. Weaver aan na zijn dienst over een open vacature op de SEH. Dan wordt hij genoodzaakt om te blijven werken omdat er verschillende patiënten binnengebracht worden, deze zijn gewond geraakt op een rockconcert. 
Dr. Malucci en dr. Jing-Mei Chen behandelen samen een zwaar gewonde patiënt. Zij stapelen fout op fout bij de patiënt en als zij de hulp in willen roepen van dr. Weaver is zij nergens te vinden, dit kost uiteindelijk zijn leven. 
Dr. Weaver raakt in contact met een man die haar biologische moeder heeft gevonden, echter deze informatie kost haar wel $400, -. Tijdens het gesprek met de man verliest zij haar pieper, dit verklaart waarom dr. Malucci en dr. Jing-Mei Chen haar niet kunnen bereiken.  
Dr. Benton krijgt te horen dat Carla, de moeder van hun zoon, is komen te overlijden door een ongeval. Hem wacht nu de moeilijke taak om dit aan zijn zoon uit te leggen.
Dr. Kovac en Lockhart hebben de laatste tijd steeds ruzie en zij besluiten om hun relatie te beëindigen. 
Dr. Greene en dr. Corday hebben de grootste moeite om hun werk te combineren met het opvoeden van hun dochter.

## Rolverdeling

### Hoofdrollen
- Anthony Edwards - Dr. Mark Greene
- Noah Wyle - Dr. John Carter
- Laura Innes - Dr. Kerry Weaver
- Alex Kingston - Dr. Elizabeth Corday
- Paul McCrane - Dr. Robert Romano
- Goran Višnjić - Dr. Luka Kovac
- Michael Michele - Dr. Cleo Finch
- Erik Palladino - Dr. Dave Malucci
- Ming-Na - Dr. Jing-Mei Chen
- Eriq La Salle - Dr. Peter Benton
- Matthew Watkins - Reese Benton
- Matthew Glave - Dr. Dale Edson
- Maura Tierney - verpleegster Abby Lockhart
- Conni Marie Brazelton - verpleegster Connie Oligario
- Laura Cerón - verpleegster Chuny Marquez
- Yvette Freeman - verpleegster Haleh Adams
- Deezer D - verpleger Malik McGrath
- Gedde Watanabe - verpleger Yosh Takata
- Lily Mariye - verpleegster Lily Jarvik
- Lucy Rodriguez - verpleegster Bjerke
- Michelle Bonilla - ambulancemedewerker Christine Harms
- Emily Wagner - ambulancemedewerker Doris Pickman
- Vondie Curtis-Hall - Roger McGrath
- Troy Evans - Frank Martin

### Gastrollen (selectie)
- Michael Blieden - broer van Paul
- Jeffrey Alan Chandler - Mr. Skapinski
- Mimi Craven - Mrs. Newberry
- Roxanne Day - Dianna
- Timothy Lee DePriest - Vince Newberry
- Elizabeth Janas - Harmony
- Evan Jones - Todd
- Ray Porter - Sam Broder
- Carolyn Seymour - Dr. Skoft
- Sam Vlahos - Pablo
- Julie Delpy - Nicole